# Скарбъро СК
Скарбъро СК е канадски футболен отбор, основан през 2014 г. Отборът в момента е член на Канадската футболна лига. Отборът играе домакински мачове от стадион Birchmount в квартал Скарбъроу, Торонто, Онтарио . Цветовете на отбора са зелени и черни.  

## История
Скарбъро СК е създаден през 2014 г. като разширителен франчайз в Канадската футболна лига. Отбелязва завръщането на професионалния футбол в Скарбъроу, Торонто от 2007 г., когато канадските лъвове притежават териториалните права. Собственикът на отбора Ангел Белчев наема услугите на ветерана на CSL Кирил Димитров за набиране на играчи и поема задълженията на генерален мениджър и като старши треньор/играч. Той привлича няколко играчи с европейски опит, включително ветерани от CSL. Набирането в чужбина се състои от Добрин Орловски, Тихомир Костурков, Младен Кукрика и Александър Малбашич.
В подготовката за сезон 2016 клубът мести мястото си на стадион Birchmount и назначава Рикардо Мунгуя Перес за нов старши треньор. Сезон 2016 бележи първия път, когато Скарбъро се класира за следсезона, като завършва трети и публикува третия най-добър отбранителен рекорд. Плейофът им е прекъснат след поражение с 3:0 от Хамилтън Сити СК.
През 2019 г. отборът си осигурява шампионата на CSL, след като побеждава ФК Украйна Юнайтед.

## Успехи
- CSL шампионат: 2019